# 1355 Маґеба
1355 Маґеба (1355 Magoeba) — астероїд головного поясу, відкритий 30 квітня 1935 року.
Тіссеранів параметр щодо Юпітера — 3,907.